# 1945年のスポーツ

## できごと
- 8月15日 - 日本の敗戦で、全国の娯楽興行は21日まで停止
- 9月15日 - 神宮外苑野球場・競技場、進駐軍に接収（1952年3月31日解除）[1]
- 9月23日 - 戦後初の運動競技試合、関西ラグビークラブ対三高の試合開催
- 10月18日 - 戦後初のボートレース、隅田川で開催
- 10月28日 - 六大学OB紅白戦を開催（神宮球場）
- 11月6日 - 日本野球連盟復活
- 11月14日 - 進駐軍、後楽園野球場を接収
- 11月16日 - 戦後初のスポーツ放送、大相撲秋場所を両国国技館から中継
- 11月18日 - 野球の全早慶戦を開催（神宮球場）
- 11月25日 - 大相撲の双葉山定次、引退表明

## アイスホッケー
- スタンレーカップ決勝（1944-1945シーズン）
トロント・メープルリーフス （4勝3敗） デトロイト・レッドウィングス

## アメリカンフットボール
- NFLチャンピオンシップゲーム
クリーブランド・ラムズ（西地区） 15-14 ワシントン・レッドスキンズ（東地区）

## 大相撲
- 夏場所（東京両国国技館・6月7日－13日、なお幕下以下は春日野部屋で6月1日－6月5日の5日間、いずれも非公開。ただし、十両以上の興行は、傷痍軍人を招待した）
幕内最高優勝 : 備州山大八郎(7戦全勝,初）
優勝旗手　:　備州山大八郎
十両優勝 : 千代ノ山昌治（6勝1敗）
- 秋場所（東京両国国技館・11月16日－26日、晴天10日間）
幕内最高優勝 : 羽黒山政司(10戦全勝,3回目）
優勝旗手　:　千代の山雅信（10戦全勝）
十両優勝 : 羽嶌山昌乃武（8勝2敗）

このとき、国技館は進駐軍により接収されていた。
この場所に限り、土俵の大きさが直径15尺から16尺（4.85メートル）に拡大された。

## ゴルフ

### 世界4大大会（男子）
- 全米プロゴルフ優勝者：バイロン・ネルソン（アメリカ）

1944年、1945年は全米プロゴルフ選手権だけが行われていたが、1946年から他のメジャー3大会も再開される。

## テニス

### グランドスラム
- 全米選手権　男子単優勝：フランク・パーカー（アメリカ）、女子単優勝：サラ・ポールフリー・クック（アメリカ）

戦時中も全米選手権だけは途切れることなく行われていたが、1946年から他の3大会も再開される。

## 野球

### アメリカ大リーグ
- ワールドシリーズ
デトロイト・タイガース（ア・リーグ） （4勝3敗） シカゴ・カブス（ナ・リーグ）

## 誕生
- 1月1日 - ジャッキー・イクス（ベルギー、レーシングドライバー）
- 1月19日 - ドナ・カポニ（アメリカ、ゴルフ）
- 2月1日 - 高井保弘（愛媛県、野球）
- 2月15日 - 高橋直樹（大分県、野球）
- 3月5日 - 大杉勝男（岡山県、野球、+1992年）
- 3月15日 - 竹之内雅史（神奈川県、野球）
- 6月1日 - 外木場義郎（鹿児島県、野球）
- 6月3日 - ヘール・アーウィン（アメリカ、ゴルフ）
- 6月17日 - エディ・メルクス（フランス、自転車競技）
- 7月10日 - バージニア・ウェード（イギリス、テニス）
- 7月11日 - 三輪田勝利（愛知県、野球、+1998年）
- 7月24日 - 高田繁（大阪府、野球）
- 7月28日 - セルジオ越後（ブラジル、サッカー）
- 8月1日 - 小川亨（宮崎県、野球）
- 8月6日 - 坂井義則（広島県、陸上競技）
- 9月7日 - 伊藤義博（大阪府、野球、+2002年）
- 9月11日 - フランツ・ベッケンバウアー（ドイツ、サッカー）
- 9月30日 - 三宅義行（宮城県、ウエイトリフティング）
- 10月2日 - 室伏重信（中国出身、陸上競技）
- 10月13日 - 樋口久子（埼玉県、ゴルフ）
- 10月16日 - 中田茂男（北海道、レスリング）
- 11月3日 - ゲルト・ミュラー（ドイツ、サッカー）
- 12月25日 - ケン・ステイブラー（アメリカ、アメリカンフットボール、+2015年）

## 死去
- 2月13日 - ドロテア・ケーリング（ドイツ、テニス、*1868年）
- 2月21日 - エリック・リデル（イギリス、陸上競技、*1902年）
- 3月10日 - 豊嶌雅男（大阪府、相撲、*1919年）
- 3月22日 - 西竹一（東京都、馬術、*1902年）
- 3月29日 - 嶋清一（和歌山県、野球、*1920年）
- 3月29日 - フェレンツ・チック（ハンガリー、水泳、*1913年）
- 5月11日 - 石丸進一（佐賀県、野球、*1922年）
- 5月20日 - 景浦將（愛媛県、野球、*1915年）
- 6月 - 田部武雄（広島県、野球、*1906年）
- 6月3日 - 鈴木房重（栃木県、陸上競技、*1914年）
- 7月21日 - 布井良助（兵庫県、テニス、*1909年）
- 8月9日 - ハリー・ヒルマン（アメリカ、陸上競技、*1881年）
- 10月18日 - フレッド・ホビー（アメリカ、テニス、*1868年）
- 11月28日 - ドワイト・デービス（アメリカ、テニス、*1879年）